# Extrakorporale Magnetotransduktionstherapie
Die Extrakorporale Magnetotransduktionstherapie (EMTT) ist eine Therapieform zur Behandlung von (chronisch) muskuloskelettalen Erkrankungen.
Zu den Anwendungsgebieten zählen degenerative Gelenkerkrankungen, die Schmerztherapie und Sportverletzungen. Die Wirksamkeit der EMTT wurde bereits in mehreren klinischen Studien für einzelne Indikationen nachgewiesen.
Die Therapie ist eine nicht-invasive, ambulante Behandlungslösung, bei der schmerzende Körperareale mit hochenergetischen Magnetimpulsen behandelt werden. Bei der EMTT wird das Magnetfeld typischerweise durch einen schwach gedämpften Schwingkreis erzeugt. Dieser besteht aus einer Spule und einem Kondensator, welcher durch eine Hochspannungsquelle mit sehr hoher Spannung aufgeladen wird. Nach der Entladung des Kondensators fließen mehrere Kiloampere elektrischer Strom durch die Spule und lassen ein Magnetfeld entstehen. Die Amplitude und räumliche Verteilung kann über das Biot-Savart-Gesetz berechnet werden. Aufgrund der hohen Frequenz und des starken Magnetfeldes findet man bei EMTT-Geräten typischerweise Magnetfeldgradienten von 60.000 T/s bis zu 150.000 T/s. Puls-Wiederholungsraten von mehreren Hz sind möglich. Aufgrund der sehr hohen Oszilationsfrequenz (100 – 300 kHz) unterscheidet sich die EMTT von anderen allgemeinen Formen der Magnetfeldtherapie oder PEMF (Pulsierende Magnetfeldtherapie).